# Bârlogeni, Mehedinți
Bârlogeni este un sat în comuna Stângăceaua din județul Mehedinți, Oltenia, România.